# أنابيل ليون (راقصة باليه)
أنابيل ليون (بالإنجليزية: Annabelle Lyon)‏ هي راقصة باليه أمريكية، ولدت في 8 يناير 1916، وتوفيت في 4 نوفمبر 2011.

## وصلات خارجية
- أنابيل ليون على موقع قاعدة بيانات برودواي على الإنترنت (الإنجليزية)